# Войнатіна
Войнатіна (словац. Vojnatina) — село в Словаччині в районі Собранці Кошицького краю. Село розташоване на середній висоті 136 м над рівнем моря — від 113 до 205. Населення — 240 чол. Вперше згадується в 1336 році. В селі є бібліотека, спортивний зал та футбольне поле. Має автомобільне сполучення із селами Тібава, Прієкопа та Порубка.

## Історія
Перший раз згадується 1336 року у документі про поділ маєтностей шляхтичів з Міхаловец. Протягом 14-15 століть згадується у документах в мадяризованій формі Vajnatina. Про католицький костьол у селі згадується в документах від 1374, 1452 та 1471 років. 1715 та 1720 років згадується як опустіле село.

## Географія
Протікає Брезницький потік.

## Населення
| Рік:            | 1994. | 2004.   | 2014.   | 2024.   |
| --------------- | ----- | ------- | ------- | ------- |
| Кількість осіб: | 259   | 238     | 246     | 232     |
| Різниця:        |       | -8,10 % | +3,36 % | -5,69 % |

| Рік:            | 2023. | 2024.   |
| --------------- | ----- | ------- |
| Кількість осіб: | 233   | 232     |
| Різниця:        |       | -0,42 % |